# Antonio Finèlli
Antonio Finèlli (* 1985) ist ein italienischer Künstler.

## Leben
Finèlli begann seine künstlerische Ausbildung am Giacomo Manzù Gymnasium in Campobasso, später zog er nach Rom, um seine künstlerischen Fähigkeiten an der Akademie der Schönen Künste zu perfektionieren.
Die Arbeiten, die seine Arbeit und seine Forschung charakterisieren, sind „Selbstporträts“: mit Graphit auf Papier ausgeführt, die die auf der Haut aufgezeichneten Zeichen der Zeit wiedergeben.
Von großer Bedeutung für seine Ausbildung und sein Wissen waren namhafte Künstler der internationalen Szene: Mimmo Paladino, Enzo Cucchi, Giosetta Fioroni, Luigi Ontani, Carla Accardi, Felice Levini, Giuseppe Penone, Ruggero Savinio Gianni Dessi, Giuseppe Gallo Giuseppe Salvatori, Jannis Kounellis, Paola Gandolfi Stefano Di Stasio, Piero Pizzi Cannella, Bruno Ceccobelli Maurizio Mochetti Andrea Aquilanti, Marilu Eustachio, Aldo Turkeyro Alfredo Pirri.